# Cernoy-en-Berry
Cernoy-en-Berry är en kommun i departementet Loiret i regionen Centre-Val de Loire strax norr Frankrikes mitt. Kommunen ligger i kantonen Châtillon-sur-Loire som tillhör arrondissementet Montargis. År 2022 hade Cernoy-en-Berry 427 invånare.

## Befolkningsutveckling
Antalet invånare i kommunen Cernoy-en-Berry
| Referens: INSEE |